# Xylitol
Xylitol /ˈzaɪlɪtɒl/ là một rượu đường sử dụng như một chất làm ngọt. Tên gọi của chất này bắt nguồn từ tiếng Hy Lạp: ξύλον, xyl[on], "wood" + hậu tố - itol, dùng để chỉ các rượu cồn. Xylitol được phân loại như một rượu đa mức hoặc rượu đường (alditol). Nó có công thức CH2OH(CHOH)3CH2OH và là một chiral đồng phân của pentan-1,2,3,4,5-pentol. Nhiều nghiên cứu sử dụng kính hiển vi điện tử đã chỉ ra rằng xylitol có hiệu quả trong việc gây ra tái tạo các lớp sâu hơn của men răng khử khoáng. Có các bằng chứng được phát hiện ra rằng xylitol (như kẹo cao su, viên ngậm, thuốc xịt mũi, vv) giảm tỷ lệ cấp tính viêm tai giữa ở trẻ em khỏe mạnh.
Xylitol được tìm thấy trong tự nhiên ở nồng độ thấp trong các sợi của nhiều trái cây và rau, có thể chiết xuất từ nhiều loại quả mọng, yến mạch và nấm và có thể được sản xuất bằng hoạt động của men trên xylose chứa trong các chất dạng sợi như vỏ ngô và đường mía bắp. Tuy nhiên, sản xuất công nghiệp bắt đầu từ xylan (một hemicellulose) được chiết xuất từ gỗ cứng hoặc ngô, sau đó được thủy phân thành xylose và hydro hóa (có xúc tác) thành xylitol.
Đối với một số người, việc tiêu thụ xylitol bị giới hạn bởi các vấn đề về dạ dày và ruột, bao gồm đầy hơi, tiêu chảy do thẩm thấu và hội chứng ruột kích thích. Tuy nhiên, đối với nhiều người khác thì những phản ứng phụ không đáng kể. Trong một nghiên cứu, các đối tượng tiêu thụ trung bình 3,3 lbs (1,5 kg) xylitol mỗi tháng, với lượng ăn tối đa hàng ngày trên 400 gram mà không có bất kỳ tác động tiêu cực nào.

## Sản xuất
Xylitol được sản xuất bằng cách hydro hóa xylose, chuyển đổi đường (một aldehyde) thành một rượu chính. Một phương pháp khác để sản xuất xylitol là thông qua các quy trình vi sinh vật, bao gồm quá trình lên men và phân huỷ trong vi khuẩn, nấm và tế bào nấm men, tận dụng các quá trình lên men trung gian xylose để sản xuất lượng lớn xylitol. Các tế bào nấm men thông thường được sử dụng hiệu quả trong quá trình lên men và sản xuất xylitol là Candida tropicalis và Candida guilliermondii.

## Tính chất
Một gam xylitol chứa 2,43 kilocalories (kcal), so với một gam đường có 3,87 kcal. Xylitol hầu như không có dư vị, và được quảng cáo là "an toàn cho người bị tiểu đường và những người bị tăng đường huyết." Tác dụng thấp hơn của Xylitol đối với đường huyết là một hàm của chỉ số glycemic (GI); chỉ số GI xylitol là 7, so với 100 của glucose.